# Franz Tunder
Franz Tunder (ur. 1614 w Bannesdorfie na wyspie Fehmarn, zm. 5 listopada 1667 w Lubece) – niemiecki kompozytor i organista.

## Życiorys
Przypuszczalnie był uczniem Christiana Prussego, kantora w Burg auf Fehmarn. W 1632 roku przebywał w Kopenhadze. Od 1632 do 1641 roku był organistą na dworze księcia Fryderyka III w Gottorp. Studiował też w tym czasie u Johanna Heckelauera, ucznia Girolamo Frescobaldiego. Od 1641 roku pełnił funkcję organisty kościoła Mariackiego w Lubece. Od 1646 roku organizował też w mieście Abendmusiken, cykl cotygodniowych koncertów czwartkowych, w czasie których improwizowano na organach. Jego następcą na stanowisku organisty kościoła Mariackiego został zięć, Dietrich Buxtehude.

## Twórczość
Jego spuścizna zachowała się tylko fragmentarycznie, obejmuje 14 kompozycji na organy, 17 religijnych utworów wokalno-instrumentalnych i jedną symfonię. Preludia organowe Tundera, zawierające epizody toccatowe i odcinki fugowane, reprezentują styl typowy dla północnoniemieckiej szkoły organowej. W utworach wokalno-instrumentalnych, przeznaczonych na 1–6 głosów wokalnych, instrumenty i basso continuo, opierał się na tekstach i melodiach z chorału protestanckiego. Jego Wend ab deinen Zorn uznawane jest za jeden z pierwszych przykładów północnoniemieckiej kantaty chorałowej.